# 山口県道69号徳山本郷線
山口県道69号徳山本郷線（やまぐちけんどう69ごう とくやまほんごうせん）は、山口県周南市から岩国市に至る県道（主要地方道）である。

## 概要
山口県周南市須万（すま）と岩国市本郷町波野（はの）を結ぶ。

### 路線データ
- 起点：周南市須万（国道434号交点）
- 終点：岩国市本郷町波野（山口県道59号岩国錦線交点）

## 歴史
- 1993年（平成5年）5月11日 - 建設省から、県道徳山本郷線が徳山本郷線として主要地方道に指定される[1]。

## 路線状況

### 重複区間
- 国道187号（岩国市美川町小川 - 岩国市美川町四馬神）

## 地理

### 通過する自治体
- 周南市
- 岩国市

### 交差する道路
- 国道434号（周南市須万、起点）
- 国道187号（岩国市美川町小川）
- 国道187号（岩国市美川町四馬神）
- 山口県道59号岩国錦線（岩国市本郷町波野、終点）

### 沿線にある施設など
- 周南市役所 須金支所
- 錦川鉄道 河山駅
- 岩国市 美川総合支所